# Bahrain Victorious/Saison 2021
Diese Liste beschreibt die Mannschaft und die Erfolge des Radsportteams Bahrain Victorious in der Saison 2021.

## Siege
| Siege    | Siege                                                           | Siege      | Siege  | Siege            | Siege |
| Datum    | Rennen                                                          | Staat      | Klasse | Sieger           |       |
| -------- | --------------------------------------------------------------- | ---------- | ------ | ---------------- | ----- |
| 14. Feb. | Tour de La Provence, 4. Etappe                                  | Frankreich | 2.Pro  | Phil Bauhaus     |       |
| 22. Apr. | Tour of the Alps, 4. Etappe                                     | Italien    | 2.Pro  | Pello Bilbao     |       |
| 29. Apr. | Tour de Romandie, 2. Etappe                                     | Schweiz    | 2.UWT  | Sonny Colbrelli  |       |
| 12. Mai  | Tour de Hongrie, 1. Etappe                                      | Ungarn     | 2.1    | Phil Bauhaus     |       |
| 13. Mai  | Giro d’Italia, 6. Etappe                                        | Italien    | 2.UWT  | Gino Mäder       |       |
| 14. Mai  | Tour de Hongrie, 3. Etappe                                      | Ungarn     | 2.1    | Phil Bauhaus     |       |
| 29. Mai  | Giro d’Italia, 20. Etappe                                       | Italien    | 2.UWT  | Damiano Caruso   |       |
| 1. Jun.  | Critérium du Dauphiné, 3. Etappe                                | Frankreich | 2.UWT  | Sonny Colbrelli  |       |
| 5. Jun.  | Critérium du Dauphiné, 7. Etappe                                | Frankreich | 2.UWT  | Mark Padun       |       |
| 6. Jun.  | Critérium du Dauphiné, 8. Etappe                                | Frankreich | 2.UWT  | Mark Padun       |       |
| 9. Jun.  | Slowenien-Rundfahrt, 1. Etappe                                  | Slowenien  | 2.Pro  | Phil Bauhaus     |       |
| 13. Jun. | Tour de Suisse, 8. Etappe                                       | Schweiz    | 2.UWT  | Gino Mäder       |       |
| 13. Jun. | Slowenien-Rundfahrt, 5. Etappe                                  | Slowenien  | 2.Pro  | Phil Bauhaus     |       |
| 17. Jun. | Slowenische Meisterschaften, Einzelzeitfahren der Männer        | Slowenien  | CN     | Jan Tratnik      |       |
| 20. Jun. | Italienische Meisterschaften, Straßenrennen der Männer          | Italien    | CN     | Sonny Colbrelli  |       |
| 20. Jun. | Slowenische Meisterschaften, Straßenrennen der Männer           | Slowenien  | CN     | Matej Mohorič    |       |
| 2. Jul.  | Tour de France, 7. Etappe                                       | Frankreich | 2.UWT  | Matej Mohorič    |       |
| 3. Jul.  | Tour de France, 8. Etappe                                       | Frankreich | 2.UWT  | Dylan Teuns      |       |
| 16. Jul. | Tour de France, 19. Etappe                                      | Frankreich | 2.UWT  | Matej Mohorič    |       |
| 7. Aug.  | Burgos-Rundfahrt, Gesamtwertung                                 | Spanien    | 2.Pro  | Mikel Landa      |       |
| 9. Aug.  | Polen-Rundfahrt, 1. Etappe                                      | Polen      | 2.UWT  | Phil Bauhaus     |       |
| 22. Aug. | Vuelta a España, 9. Etappe                                      | Spanien    | 2.UWT  | Damiano Caruso   |       |
| 4. Sep.  | Benelux Tour, 6. Etappe                                         | Belgien    | 2.UWT  | Sonny Colbrelli  |       |
| 5. Sep.  | Benelux Tour, Gesamtwertung                                     | Belgien    | 2.UWT  | Sonny Colbrelli  |       |
| 5. Sep.  | Benelux Tour, 7. Etappe                                         | Belgien    | 2.UWT  | Matej Mohorič    |       |
| 12. Sep. | Straßenradsport-Europameisterschaften, Straßenrennen der Männer | Italien    | CC     | Sonny Colbrelli  |       |
| 18. Sep. | Memorial Marco Pantani                                          | Italien    | 1.1    | Sonny Colbrelli  |       |
| 28. Sep. | Kroatien-Rundfahrt, 1. Etappe                                   | Kroatien   | 2.1    | Phil Bauhaus     |       |
| 2. Okt.  | Kroatien-Rundfahrt, 5. Etappe                                   | Kroatien   | 2.1    | Stephen Williams |       |
| 3. Okt.  | Paris–Roubaix                                                   | Frankreich | 1.UWT  | Sonny Colbrelli  |       |
| 3. Okt.  | Kroatien-Rundfahrt, Gesamtwertung                               | Kroatien   | 2.1    | Stephen Williams |       |

## Mannschaft
| Teamkader 2021                            | Teamkader 2021     | Teamkader 2021         | Teamkader 2021                          |
| Name                                      | Geburtsdatum       | Land                   | Vorheriges Team                         |
| ----------------------------------------- | ------------------ | ---------------------- | --------------------------------------- |
| Yukiya Arashiro                           | 22. September 1984 | Japan                  | Lampre-Merida (2016)                    |
| Phil Bauhaus                              | 8. Juli 1994       | Deutschland            | Team Sunweb (2018)                      |
| Pello Bilbao                              | 25. Februar 1990   | Spanien                | Astana (2019)                           |
| Santiago Buitrago                         | 26. September 1999 | Kolumbien              | Team Cinelli (2019)                     |
| Eros Capecchi                             | 13. Juni 1986      | Italien                | Deceuninck-Quick Step (2019)            |
| Damiano Caruso                            | 12. Oktober 1987   | Italien                | BMC Racing Team (2018)                  |
| Sonny Colbrelli                           | 17. Mai 1990       | Italien                | Bardiani CSF (2016)                     |
| Scott Davies                              | 5. August 1995     | Vereinigtes Königreich | Dimension Data (2019)                   |
| Feng Chun-kai                             | 2. November 1988   | Chinese Taipei         | Lampre-Merida (2016)                    |
| Jack Haig                                 | 6. September 1993  | Australien             | Mitchelton-Scott (2020)                 |
| Marco Haller                              | 1. April 1991      | Österreich             | Katusha-Alpecin (2019)                  |
| Heinrich Haussler                         | 25. Februar 1984   | Australien             | IAM Cycling (2016)                      |
| Kevin Inkelaar                            | 8. Juli 1997       | Niederlande            | Équipe continentale Groupama-FDJ (2019) |
| Mikel Landa                               | 13. Dezember 1989  | Spanien                | Movistar Team (2019)                    |
| Ahmed Madan                               | 25. August 2000    | Bahrain                | Bahrain Cycling Academy (2020)          |
| Gino Mäder                                | 4. Januar 1997     | Schweiz                | NTT Pro Cycling (2020)                  |
| Jonathan Milan                            | 1. Oktober 2000    | Italien                | Cycling Team Friuli ASD (2020)          |
| Matej Mohorič                             | 19. Oktober 1994   | Slowenien              | UAE Team Emirates (2017)                |
| Domen Novak                               | 12. Juli 1995      | Slowenien              | Adria Mobil (2016)                      |
| Mark Padun                                | 6. Juli 1996       | Ukraine                | Colpack (2017)                          |
| Hermann Pernsteiner                       | 7. August 1990     | Österreich             | Amplatz-BMC (2017)                      |
| Wout Poels                                | 1. Oktober 1987    | Niederlande            | Team Ineos (2019)                       |
| Marcel Sieberg                            | 30. April 1982     | Deutschland            | Lotto-Soudal (2018)                     |
| Dylan Teuns                               | 1. März 1992       | Belgien                | BMC Racing Team (2018)                  |
| Jan Tratnik                               | 23. Februar 1990   | Slowenien              | CCC Sprandi Polkowice (2018)            |
| Rafael Valls                              | 25. Juni 1987      | Spanien                | Movistar Team (2019)                    |
| Stephen Williams                          | 9. Juni 1996       | Vereinigtes Königreich | SEG Racing Academy (2018)               |
| Fred Wright                               | 13. Juni 1999      | Vereinigtes Königreich | 100% me (2018)                          |
|                                           |                    |                        |                                         |
| Quellen: ProCyclingStats Cycling Archives |                    |                        |                                         |